# لورين إل. رايدر
لورين إل. رايدر (بالإنجليزية: Loren L. Ryder)‏ هو مهندس ومهندس الصوت أمريكي، ولد في 9 مارس 1900 في كاليفورنيا في الولايات المتحدة، وتوفي في 28 مايو 1985 في مونتيري في الولايات المتحدة.

## وصلات خارجية
- لورين إل. رايدر على موقع IMDb (الإنجليزية)
- لورين إل. رايدر على موقع قاعدة بيانات الفيلم (الإنجليزية)